# باب وایز
باب وایز (انگلیسی: Bob Wise؛ زادهٔ ۶ ژانویهٔ ۱۹۴۸) یک سیاست‌مدار اهل ایالات متحده آمریکا است.